# 1959 NBA Draft
Draft w 1959 roku odbył się w 14 rundach w których drużyny wybrały razem 91 zawodników. Dwaj zawodnicy z tego draftu znaleźli się na liście Basketball Hall of Fame, jest to Wilt Chamberlain (rekordy NBA:100 punktów, 55 zbiórek)  i Bailey Howell.

## Runda pierwsza
| Nr | Zawodnik         | Narodowość | Drużyna NBA           | College/HS/Były klub |
| -- | ---------------- | ---------- | --------------------- | -------------------- |
| 1  | Bob Boozer       | USA        | Cincinnati Royals     | Kansas State         |
| 2  | Bailey Howell    | USA        | Detroit Pistons       | Mississippi State    |
| 3  | Wilt Chamberlain | USA        | Philadelphia Warriors | Kansas               |
| 4  | Tom Hawkins      | USA        | Minneapolis Lakers    | Notre Dame           |
| 5  | Dick Barnett     | USA        | Syracuse Nationals    | Tennessee State      |
| 6  | Johnny Green     | USA        | New York Knicks       | Michigan State       |
| 7  | Bob Ferry        | USA        | St. Louis Hawks       | St. Louis            |
| 8  | John Richter     | USA        | Boston Celtics        | North Carolina State |

## Runda druga
| Nr | Zawodnik       | Narodowość | Drużyna NBA           | College/HS/Były klub |
| -- | -------------- | ---------- | --------------------- | -------------------- |
| 9  | Tom Robitaille | USA        | Detroit Pistons       | Rice                 |
| 10 | Don Goldstein  | USA        | Detroit Pistons       | Louisville           |
| 11 | Joe Ruklick    | USA        | Philadelphia Warriors | Northwestern         |
| 12 | Rudy LaRusso   | USA        | Minneapolis Lakers    | Dartmouth            |
| 13 | Gene Tormohlen | USA        | Syracuse Nationals    | Tennessee            |
| 14 | Alan Seiden    | USA        | St. Louis Hawks       | St. John's           |
| 15 | Cal Ramsey     | USA        | St. Louis Hawks       | NYU                  |
| 16 | Gene Guarilia  | USA        | Boston Celtics        | George Washington    |

## Runda trzecia
| Nr | Zawodnik        | Narodowość | Drużyna NBA           | College/HS/Były klub |
| -- | --------------- | ---------- | --------------------- | -------------------- |
| 17 | Mike Mendenhall | USA        | Cincinnati Royals     | Cincinnati           |
| 18 | Gary Alcorn     | USA        | Detroit Pistons       | Fresno State         |
| 19 | Jim Hickaday    | USA        | Philadelphia Warriors | Memphis State        |
| 20 | Bobby Smith     | USA        | Minneapolis Lakers    | West Virginia        |
| 21 | Jon Cincebox    | USA        | Syracuse Nationals    | Syracuse             |
| 22 | Bob Anderegg    | USA        | New York Knicks       | Michigan State       |
| 23 | Hank Stein      | USA        | St. Louis Hawks       | Xavier (OH)          |
| 24 | Ralph Croswaite | USA        | Boston Celtics        | Western Kentucky     |